# Carole Quatrelivre
Carole Quatrelivre (née en 1994) est une archéologue française.

## Biographie
Après des études secondaires au Lycée international de Saint-Germain-en-Laye, Carole Quatrelivre découvre l'archéologie à l'École du Louvre.
Carole Quatrelivre est docteur, titulaire d'une thèse réalisée sous l'égide de l'École normale supérieure (Paris).

## Distinction
- 2024 : Lauréate du Prix européen d'archéologie Joseph Déchelette

## Référence
1. ↑  Courte biographie